# クレーメンス・フォン・ゲッツェ
クレーメンス・フォン・ゲッツェ（独: Clemens von Goetze、1962年3月29日 - ）は、ドイツ出身の外交官。1990年に外務省に入省後、駐イスラエル大使、駐中国大使を経て、2021年9月より駐日ドイツ連邦共和国大使を務める。

## 略歴
《主な出典：》
- 1962年 - ベルリン生まれ
- 1990年 – 第2次国家司法試験合格、エアランゲン大学法学博士号取得[2]
- 1990年 – 外務省入省、1991年まで外交官研修
- 1998年 – クラウス・キンケル外務大臣付秘書官及び後任のヨシュカ・フィッシャー外務大臣付秘書官
- 2002年 – 在トルコ大使館（ドイツ語版、トルコ語版）首席公使・政務部長
- 2003年 - 本省 統括本部（大臣室、議会・内閣課、報道課）本部長代理
- 2006年 – 欧州連合ドイツ政府代表部（ドイツ語版）政治安全保障委員会（the Political and Security Committee）委員（大使級）兼 西欧同盟ドイツ政府代表
- 2009年 - 連邦大統領府（ドイツ語版）外交局長（大使級）（外交・安全保障、欧州、開発政策）
- 2012年 - 本省 政務局第3局（独: Politische Abteilung 3）（アフリカ、アジア、中南米、中東）局長（大使級）
- 2015年 - 駐イスラエル大使（ドイツ語版）
- 2018年 - 駐中国大使（ドイツ語版、中国語版、英語版）
- 2021年9月 - 駐日ドイツ連邦共和国大使

## 外交行事
- 2021年10月21日、宮殿の松の間にて信任状捧呈式を行った[3]。